# Bike trial

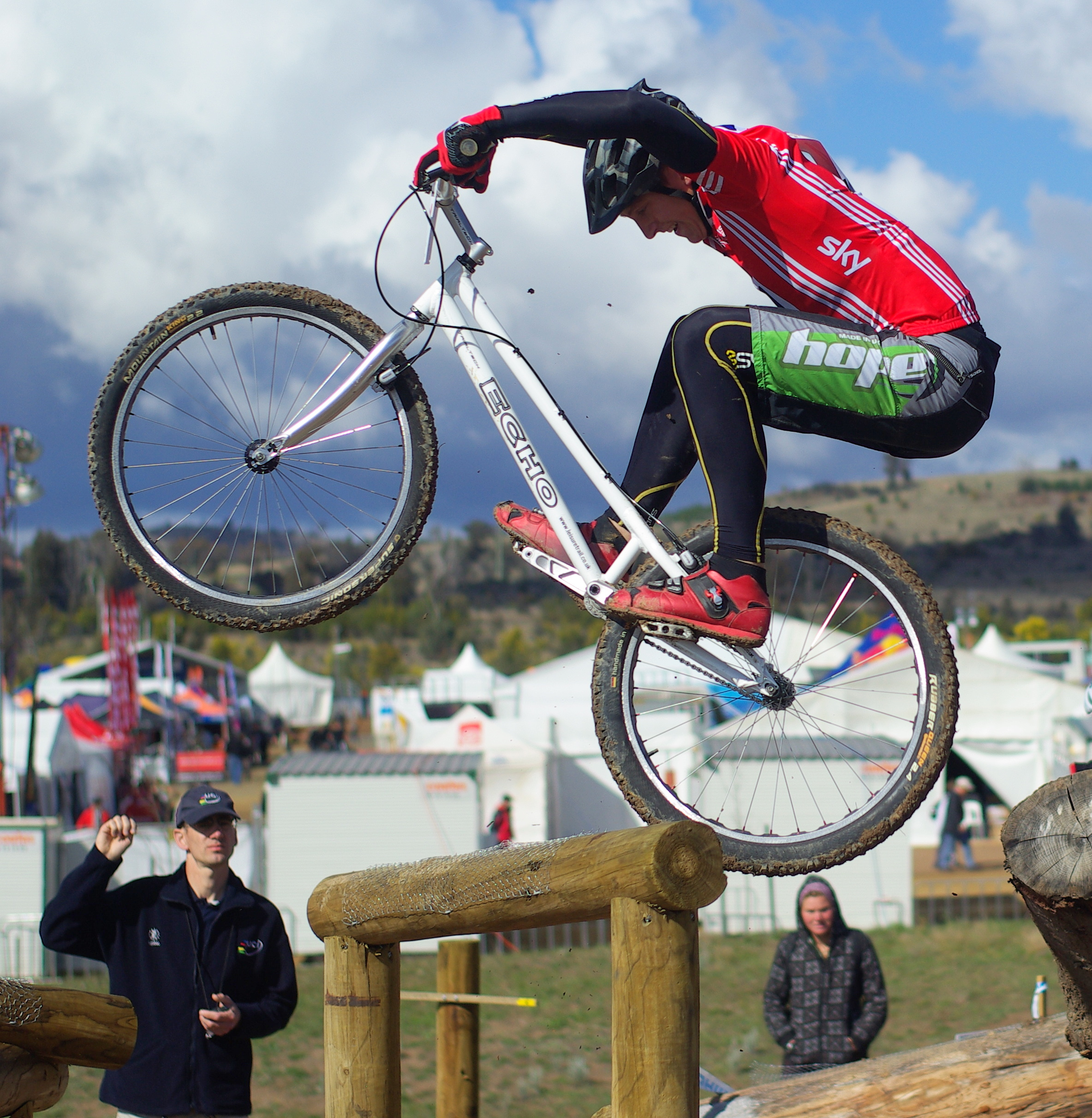
Atleta impegnato in una gara di Bike trial

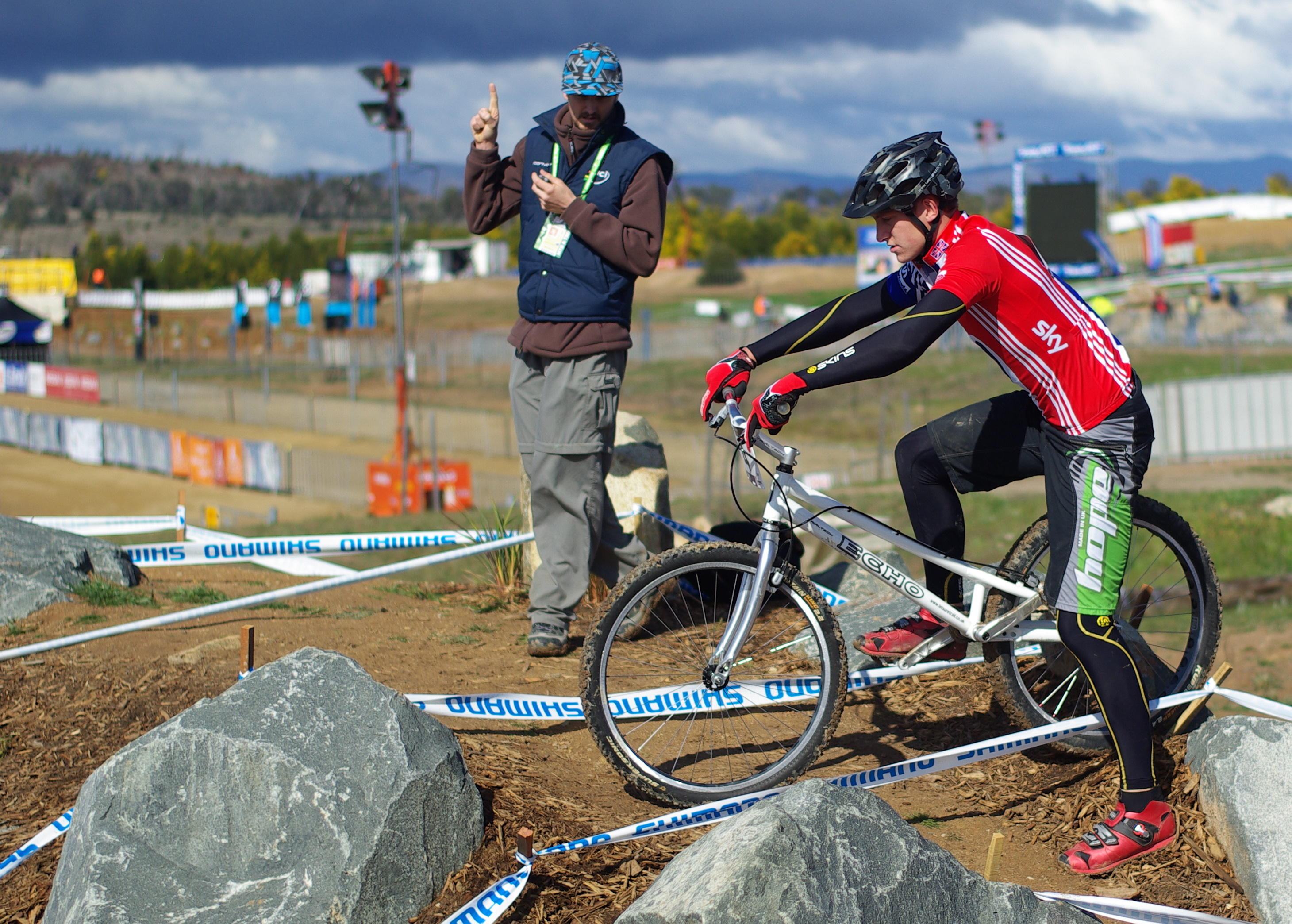
Il britannico Joe Oakley riceve una penalità per aver poggiato il piede a terra

Il bike trial è una delle specialità del ciclismo. Scopo di questa disciplina è quello di superare una serie di ostacoli - come ad esempio pietre, tronchi o blocchi di cemento - restando in "sella" alla propria bici e senza appoggiare i piedi a terra: sono richiesti forza, precisione e molto equilibrio.
I percorsi su cui si disputano le gare sono marcati da frecce e fettucce, che indicano in modo vincolante il percorso da seguire, ed è previsto un tempo determinato entro il quale concludere la prova (detta "zona"). Ogni gara prevede diverse zone, da ripetere per due o tre volte, e la competizione viene vinta dal pilota che totalizza meno penalità, ovvero da colui che ha messo meno piedi a terra e che è riuscito a concludere le zone entro il tempo previsto. La parola trial significa "prova", "difficoltà" e rende bene lo spirito di questo sport, classificabile - per difficoltà e rischi - come uno sport estremo. Si usano bici sviluppate in modo specifico per questo sport, con un solo rapporto, senza sella e, tendenzialmente con freni idraulici, poiché le prestazioni dell'impianto frenante devono essere molto elavate. Viene anche praticato in modo più libero, ad esempio declinato come street trial, che consiste nel superare ostacoli offerti dall'ambiente urbano, senza vincoli di tempo e percorso. In gran parte del mondo è classificato come sport minore o di nicchia e non rientra tra le specialità olimpiche.

## Storia
I primi tentativi di fare "trial in bicicletta" avvennero nella seconda metà degli anni '70 tra Belgio e Germania tra i piloti motociclisti nei Paddock del Campionato mondiale di trial. L'inventore del regolamento e creatore della prima bicicletta da trial fu lo spagnolo Pere Pi, che all'epoca era sviluppatore delle motociclette da trial Montesa. La prima bicicletta prodotta ufficialmente per il trial fu la Montesa T15, progettata e realizzata nel 1977. Originariamente Pi decise di chiamare questo sport "Trialsín" a significare "Trial senza" in quanto fatto in assenza di motore. Questo nuovo sport venne riconosciuto dalla Federciclismo spagnola (RFEC) nel 1981.
A partire dal 1985 l'Unione Ciclistica Internazionale introdusse e patrocinò una disciplina del tutto simile che prese il nome di trial (o bicycle trials o trials). I primi campionati del mondo si svolsero nel 1986, su bici con ruote da 20", e videro la vittoria del belga Daniel Crosset nella gara Senior e della Spagna nella classifica per nazioni. In questa disciplina si imposero ben presto a livello mondiale gli specialisti spagnoli, e fra essi il figlio di Pere Pi, Ot Pi.
Nel 1991, a seguito di disaccordi con l'UCI, nacque la BIU (Biketrial International Union) a opera del cecoslovacco Josef Dressler, primo presidente della Federazione autonoma; la BIU registrò una nuova disciplina, il Biketrial. Trial UCI e Biketrial BIU differiscono tra di loro per la modalità di conteggio delle penalità e per altre piccole differenze: in particolare, nel Biketrial è consentito toccare il suolo o l'ostacolo con alcune parti della bicicletta (come la piastra para colpi), nel trial UCI questo comporta invece una penalità uguale al piede a terra.
Nel 1995 vengono introdotte le competizioni mondiali UCI di trial su biciclette con ruote da 26", anche note come "mountain bike trial", che affiancano quelle storiche su biciclette da 20".

## Biciclette

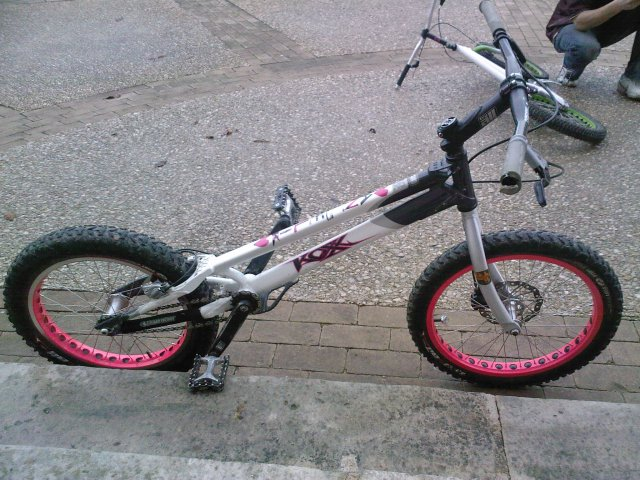
Bike trial da 20", è possibile vedere la forma del telaio e la protezione inferiore della corona presente sullo stesso

Esistono due principali tipi di biciclette utilizzate in questo sport, conosciute come 20 pollici e 26 pollici (i pollici si possono anche indicare con il seguente indice: "; ad esempio,  20 pollici è uguale a 20"), misure che si riferiscono al diametro del cerchio. Come nelle comuni mtb il telaio può essere composto in diversi materiali tra cui alluminio, carbonio, acciaio e o titanio, sono caratterizzate da freni molto potenti, a pattino o a disco idraulico, con pinze ad un solo pistone, e alleggerite da cerchi forati. Il rocchetto posteriore è singolo, fissato alla ruota, mentre quello centrale è a ruota libera. Il sottocoppa, detto anche più semplicemente piastra, protegge la corona e tutto il movimento centrale e serve anche ad agganciare ostacoli abbastanza alti.
Nella bicicletta da trial non è presente la sella, oppure se è presente (nelle versioni ad uso misto trial-stradale) è particolarmente piccola. La ruota posteriore è da almeno 2,5 pollici di larghezza, con gomme formate da una miscela un po' più morbida rispetto a quelle normali, per mantenere una maggiore stabilità, per attutire meglio gli impatti scendendo da muri, alberi e rocce e avere maggiore attrito sul suolo. La ruota anteriore è invece da 2 pollici, per favorire la leggerezza e la stabilità in palleggio sulla ruota posteriore. Il manubrio è molto largo e ha una forma semi inarcata per mantenere controllo sulla bici e permetterne una buona manovrabilità.
Il peso di una bici con le ruote da 20 pollici varia dai 7,5 agli 8 kg, a seconda del livello (anche se esistono modelli più leggeri, ma le bici da trial devono conciliare un peso ridotto con una elevata resistenza allo stress da parte dei materiali), mentre quello di una bici con ruote da 26 pollici varia dagli 8,5 ai 9 kg circa. Come per tutte le altre specialità del ciclismo, il peso e le prestazioni dipendono dai materiali e dalla componentistica, aspetto che contribuisce a determinare la qualità e il costo del mezzo.